# 米塔伊夫卡
49°21′37″N 30°42′49″E / 49.36028°N 30.71361°E
米塔伊夫卡（烏克蘭語：Митаївка）是位於烏克蘭北部的村莊，由基辅州白采爾克瓦區的梅德文市鎮負責管轄。該村面積1.7平方公里，海拔高度189米，2001年人口350，人口密度每平方公里205.9人。